# Carapus
Carapus es un género de peces marinos actinopeterigios, distribuidos por Océano Pacífico, océano Índico y océano Atlántico, con la especie Carapus acus en el mar Mediterráneo.

## Especies
Existen cinco especies reconocidas en este género:
- Carapus acus (Brünnich, 1768)
- Carapus bermudensis (Jones, 1874)
- Carapus dubius (Putnam, 1874)
- Carapus mourlani (Petit, 1934)
- Carapus sluiteri (Weber, 1905)